# Moon Shavit
Nitzan Layla „Moon“ Shavit (hebräisch ניצן לילה שביט‎, * 30. Mai 1987 in Haifa) ist eine israelische Schauspielerin und Model.

## Leben und Karriere
Shavit wurde als Nitzan Layla Man geboren. Abweichende Schreibweisen ihres Vornamens sind Nitzan-Layla, Nitsan Laila oder auch Mun statt Moon. Der Rufname Moon entstand in ihrem Freundeskreis, Moon Shavit bedeutet Mondkomet. Shavit wuchs in Haifa auf und begann in ihrer Jugend mit dem Turnen und Tanzen. Die höhere Schule besuchte sie in Tel Aviv-Jaffa und kam dort durch einen Freund, der ihr ein Vorsprechen für einen Werbespot vermittelte, in Kontakt mit der Filmbranche. Seit 2011 ist sie mit Adan Shavit verheiratet, ihre gemeinsame Tochter heißt Petal.
In den folgenden Jahren hatte sie neben der Beschäftigung als Model eine Reihe kleinerer Rollen in israelischen TV-Serien. Seit 2013 erhielt sie größere internationale Aufmerksamkeit durch die Rolle der Estee (Esti) Gotlieb in der israelischen TV-Serie Shtisel. Bei den Ophir Awards 2017 konnte ihr aktueller Film Don't Forget Me nicht reüssieren. 2018 wurde sie beim 35. Torino Film Festival für ihre Rolle als Tom in diesem Filmdrama, an dem sie auch Mitautorin ist, mit einem Preis als beste Schauspielerin (Premio Miglior attrice) geehrt.
In Israel wird sie von der Agentur ADD vertreten, in Hollywood von der MGMT. Entertainment. Im Sommer 2019 ist sie nach Los Angeles umgezogen. Das aktuelle Projekt in Planung ist die Produktion einer TV-Serie über die Affäre um die Verschleppung von Kindern jemenitischer Israel-Einwanderer in den 1950er Jahren (פרשת ילדי תימן, Yemenite Children Affair).

## Filmografie (Auszug)
- 2011: Urim Ve'tumim (Light and Truth, TV-Serie)[14]
- 2011: Gelobtes Land (The Promise, TV-Miniserie)[15]
- 2012: Shvita (Strike, TV-Miniserie)[16]
- 2013: Shtisel (TV-Serie)[17]
- 2013: Makom be-gan eden (A Place in Heaven)[18]
- 2014: Deep in the Water (TV-Miniserie)[19]
- 2014: Amamiyot (TV-Serie)[20]
- 2017: Don't Forget Me[21]